# خزاعة (خان يونس)
خُزاعة هي إحدى قرى قطاع غزة تتبع محافظة خان يونس وهي إحدى القرى بما تسمى القرى الشرقية نسبة لوجودها لشرق خان يونس. تنسب القرية لقبيلة خزاعة الأزدية والتي ربما استوطنت بها. لطالما كانت القرية هدف للجرافات أو الدبابات الإسرائيلية بسبب قربها من الخط الأخضر.

## التاريخ
احتلت إسرائيل القرية في حرب 1967 وخرجت منها جزئيا في عام 2005، فازت حماس بثمان مقاعد ببلدية خزاعة من أصل 11 مقعد في انتخابات 2005. قصفت إسرائيل القرية في 10 يناير 2009 بقنابل فسفور أبيض أسفرت عن احتراق عدد من منازلها وإصابة 93 شخص.
توغل الجيش الإسرائيلي من شرق بلدة خزاعة في الحرب على غزة 2014 فجرًا وأنزل قناصة فوق المباني المرتفعة بها تبعها توغل لدبابات الجيش الإسرائيلي، بدأ القصف العشوائي على القرية في 22 يوليو ثم فرضت إسرائيل في اليوم حصار كامل وشامل على البلدة ومنعت الصليب الأحمر والإسعاف من الدخول للبلدة.
دكّت مدفعية كتائب القسام تجمعاً لقرابة 70 جندي إسرائيلي شرق خزاعة في 28 يوليو 2014 ذكر الجيش الإسرائيلي مقتل 6 من جنوده وإصابة آخرين بجراحٍ بالغة رغم تعتيمه الإعلامي. وعاد الجيش الإسرائيلي وحصار القرية يوم 29 يوليو، دمرت القرية تقريبا بعد انتهاء الحرب وحولت مزارعها إلى تراب. وأسفرت الحرب عن مقتل 92 شخص وإصابة 192 أخرون.
أعادت وكالة الأمم المتحدة لإغاثة وتشغيل اللاجئين الفلسطينيين بناء وتشغيل مدرسة ابتدائية بالقرية في عام 2015 بعدما هدمتها القوات الإسرائيلية في الحرب. قصفت إسرائيل مزارع القرية في عام 2016، وعادت لتجرف الأرضي في عام 2021 و2022.
قصفت القوات الإسرائيلية الجوية والمدفعية القرية في الحرب التي بدأت في 2023 ولم يبقى منها سوى الدمار الذي تخطى مداه أي حرب سابقة إذ هدمت بيوتها ومدارسها ومساجدها، وكما طالبت سكان القرية بهجرتها عدة مرات طوال الحرب، واستهدفت من لم يترك أرضه منهم.

## دمار البلدة
خلال عدوان الإحتلال الإسرائيلي على المنطقة ، نفذت قواته عمليات نسف واسعة لمباني البلدة من مدارس و مراكز صحية إلى منازل و مراكز سكنية ، وقالت بلدية خزاعة، في بيان اليوم السبت، إن "البيوت في خزاعة سُوّيت بالأرض، في حين تدمّرت المرافق الصحية والتعليمية، وخرجت الطرق والبنية التحتية عن الخدمة، ما أجبر السكان على النزوح قسرًا وسط قصف عنيف ونار لا تهدأ".
كما بينت صور بثتها وسائل إعلام إسرائيلية تسوية أغلبية منازل و مرافق البلدة 

## الموقع الجغرافي والسكان
تقع بلدة خزاعة شرق مدينة خان يونس على بعد كيلومترين من قرية عبسان بمحاذة الخط الأخضر، وتبلغ مساحة البلدة الأصلية 8179 دونم أكثر من نصفها واقعة شرق الخط الأخضر ضمن مستوطنات غلاف غزة. القرية واقعة بين السهل الساحلي وبداية صحراء النقب.
| 1945 | 1961  | 1963 | 1982  | 1997  | 2005  | 2007  |
| ---- | ----- | ---- | ----- | ----- | ----- | ----- |
| 990  | 1,521 | 1626 | 1,700 | 6,792 | 9,311 | 9,987 |

## المجلس البلدي
تعود البدايات الأولى لتأسيس أول مجلس بلدي في البلدة إلى العام 1972، وترأسه آنذاك المختار، سليمان سلمان قديح حتى العام 1996، ثم تعيين السيد شحادة محمد النجار حتى العام 2001، ومحمد عبد الرحمن الفرا، وأخيراً كمال سالم النجار من بدايات العام 2005.
ينظم المجلس البلدي عدة أقسام أهمها: قسم الهندسة والتنظيم الحسابات، الجباية، الشئون القانونية، الإدارة، ويختص كل قسم من هذه الأقسام بمجموعة من المهام والاختصاصات، حيث يسعى جاهداً لتحقيقها على أكمل وأحسن وجه. يعتمد المجلس البلدي في موازنته بشكل رئيس، على الإيرادات المستحقة على المواطنين من ضرائب، رسوم، خدمات محلية، وخدمات حكومية، حيث بلغت في العام 2004 ما يقارب من 987,017 شيكل، في حين بلغت مصروفات نفس العام حوالي 573,729 شيكل.